# 珠峰幽灵蛛
珠峰幽灵蛛（学名：Pholcus everesti）为幽灵蛛科幽灵蛛属的动物。在中国大陆，分布于西藏等地，多生活于墙壁缝隙。该物种的模式产地在西藏。